# Una ventana a la vida
 Una ventana a la vida  es una película en blanco y negro de Argentina dirigida por Mario Soffici sobre su propio guion escrito según la novela de Rafael García Ibáñez y José Ramón Luna que se estrenó el 20 de agosto de 1953 y que tuvo como protagonistas a Mario Soffici, Diana Maggi, Maruja Gil Quesada y Alberto Terrones.

## Sinopsis
La pasión por una mujer lleva a un médico maduro a su destrucción.

## Reparto
- Mario Soffici ...Dr. Pablo Vélez
- Diana Maggi ... Ana María
- Maruja Gil Quesada ... Teresa Márquez
- Bernardo Perrone ... Dr. Suárez
- Mirtha Torres
- Domingo Sapelli ... Burgos, capataz
- Alberto Dalbes ... Dr. Jorge Ramos
- Ricardo Galache ... Guillermo Velez
- Mary Parets ... Juliana
- Paride Grandi
- Edith Boado
- Fernando Campos
- Wanda Very
- Carlos Morasano
- Trudy Tomis
- Miriam Sucre ... Silvia Márquez
- Leónidas Brandi
- Carlos A. Dussó
- Laura Bacarizo
- Vicky Ventura
- Elvio Reyes
- Wanda Were

## Comentarios
King encontró en el filme:

”Lograda expresión dramática.”

Por su parte Noticias Gráficas dijo:

”Aunque no analice un tema de características originales, posee, sin embargo intensidad en el planteamiento de las pasiones en juego.”